# Dacus tubatus
Dacus tubatus är en tvåvingeart som beskrevs av Munro 1948. Dacus tubatus ingår i släktet Dacus och familjen borrflugor.
Artens utbredningsområde är Tanzania. Inga underarter finns listade i Catalogue of Life.